# Carl von Rokitansky

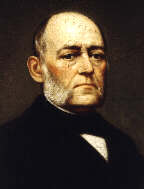
Carl von Rokitansky.

Carl von Rokitansky, född 19 februari 1804 i Königgrätz, Böhmen, död 23 juli 1878 i Wien, var en österrikisk friherre och anatom.

## Utbildning och medicinsk karriär
Rokitansky blev 1828 medicine doktor och 1834 extra ordinarie professor samt var 1844-75 ordinarie professor i patologisk anatomi i Wien. Hans Handbuch der pathologischen Anatomie (tre band, 1841-46; ny upplaga 1855-61) är på sitt område ett verk av största betydelse. "Aldrig förr hade människokroppens sjukliga förändringar, i synnerhet med hänsyn till deras struktur, samhörighet, utvecklings- och omvandlingsskeden, större eller mindre sällsynthet, så systematiskt och uttömmande blivit undersökta; aldrig förr hade sådana undersökningar skett med stöd af ett så rikt material av iakttagelser; aldrig förr hade resultaten av iakttagelserna skildrats i ett så levande, kärnfullt, träffande språk".
Han var även en framstående tänkare och behandlade i sina akademiska högtidstal flera viktiga filosofiska frågor. Som medicinalreferent (från 1863) inlade han stora förtjänster om den medicinska undervisningens utveckling i Österrike. År 1867 blev han ledamot av Österrikes första kammare (das Herrenhaus), där han vid en rad tillfällen gav uttryck för sin liberalism, främst då han i ett formfulländat, av finaste ironi kryddat anförande fordrade skolans skiljande från kyrkan.

## Den yngre Wienskolan
Rokitansky sägs vara skapare av den så kallade yngre Wienskolan tillsammans med Ferdinand von Hebra och Josef von Škoda, då de var och en var banbrytare inom sitt område. Wien hade då under 1800-talets första hälft tappat inflytande som medicinskt centrum sedan Peter Franks avgång 1805.

## Akademimedlemskap
Den 17 juli 1848 blev Rokitansky ordinarie medlem av Österrikiska vetenskapsakademien, 1866 vicepresident och från 1869 till sin död var han akademins ordförande. År 1845 invaldes han som utländsk ledamot av Kungliga Vetenskapsakademien.

## Sjukdomar och syndrom uppkallade efter Karl von Rokitansky
- Mayer-Rokitansky-Küster-Hauser-syndrom
- Rokitanskys divertikel
- Rokitanskys triad (förträngning i hjärtats pulmonalisklaff)
- Rokitansky-Aschoffs syndrom
- Rokitansky-Maude Abbotts syndrom
- Von Rokitanskys syndrom (även Budd-Chiaris syndrom)
- Rokitanskys teratom
- Rokitansky-Cushings ulcus (magblödning efter neurokirurgi)